# REMI (歌手)
REMI（れみ、1月6日生）は、日本の女性歌手。東京都出身。Sound Horizonの2期サポートメンバーとしても活動中。映画、TVアニメなどの劇伴に多数参加している。

## 人物
11歳の時に合唱を始め、16歳から声楽のレッスンを始める。
学生時代は美術部部長を担当。高校卒業後、音楽系専門学校に入学、声楽科にてクラシック、ミュージカルを専攻。
卒業後、フリーボーカリストとして専門学校時代の仲間とライブ活動を始める。

## ディスコグラフィ

### アルバム
- 『Fairy Dance』（2013年12月12日）
- 『Aurora』（2016年1月29日）

### アレンジアルバム
- 『MissingSeason 〜Fairy Dance〜』（2014年8月21日）
- 『Into My Imagination -Aurora-』（2017年3月31日）

## 参加作品

### Sound Horizon
シングル
- 『少年は剣を…』（2006年10月4日）
  - 「終端の王と異世界の騎士 〜The Endia & The Knights〜」
  - 「緋色の風車 〜Moulin Rouge〜」
- 『聖戦のイベリア』（2007年8月1日）
  - 「争いの系譜」
  - 「石畳の緋き悪魔」
  - 「侵略する者される者」

アルバム
- 『Roman』（2006年11月22日）
  - 「呪われし宝石」
  - 「緋色の風車」
  - 「歓びと哀しみの葡萄酒」
他コーラス部分も担当
- 『Moira』（2008年9月3日）
  - 「冥王 -Θανατος-」
  - 「神話 -Μυθος-」
  - 「運命の双子 -Διδυμοι-」
  - 「奴隷市場 -Δουλοι-」
  - 「死と嘆きと風の都 -Ιλιον-」
他コーラス部分も担当
- 『Märchen』（2010年12月15日）
  - 「宵闇の唄」
  - 「黒き女将の宿」

DVD
- Sound Horizon Concert Tour 2006-2007 『Roman 〜僕達が繋がる物語〜』（2007年4月25日）
- 7th Story Concert Märchen 〜キミが今笑っている、眩いその時代に…〜（2011年7月27日）

### テレビアニメ
- 『GANTZ』（2004年） - 劇伴参加
- 『地獄少女』（2005年） - 劇伴参加
- 『怪 〜ayakashi〜』（2006年） - 劇伴参加
- 『地獄少女 二籠』（2006年） - 劇伴参加
- 『モノノ怪』（2007年） - 劇伴参加
- 『ながされて藍蘭島 聞いちゃって島の音 其の弐』（2007年） - 第24話 挿入歌「泡沫の花」 ※作詞も担当
- 『NARUTO -ナルト- 疾風伝』（2007年） - 劇伴参加
- 『地球へ…』（2007年） - 劇伴参加
- 『ゆめだまや奇談』（2007年） - テーマ曲「母さんの羽根」 ※コーラス
- 『湾岸ミッドナイト』（2007年） - 劇伴参加
- 『地獄少女 三鼎』（2008年） - 劇伴参加
- 『ヒャッコ』（2008年） - 劇伴参加
- 『一騎当千 Great Guardians』（2008年） - 劇伴参加
- 『イタズラなKiss』（2008年） - 劇伴参加
- 『我が家のお稲荷さま。』（2008年） - 劇伴参加
- 『FAIRY TAIL』（2009年） - 劇伴参加
- 『世界名作劇場第26作品-こんにちはアン-』（2009年） - 劇伴参加
- 『屍鬼』（2010年） - 劇伴参加
- 『スイートプリキュア♪』（2011年） - 劇伴、ハミィの歌で参加
- 『トリコ』（2011年） - 劇伴参加
- 『スマイルプリキュア！』（2012年） - 劇伴参加
- 『ソードアート・オンライン』（2012年） - 劇伴参加
- 『私がモテないのはどう考えてもお前らが悪い!』（2013年） - 第10話 挿入歌「日常キラリ」
- 『のんのんびより』（2013年） - 劇伴、1話冒頭のリコーダーで参加
- 『熱風海陸ブシロード』（2013年） - 劇伴参加
- 『ログ・ホライズン』（2014年） - 劇伴参加
- 『神様のいない日曜日』（2013年） - 劇伴参加
- 『ファンタジスタドール』（2013年） - 劇伴参加
- 『魔界王子』（2013年） - 劇伴参加
- 『断裁分離のクライムエッヂ』（2013年） - 劇伴参加
- 『オレん家のフロ事情』（2014年） - 劇伴参加
- 『俺、ツインテールになります』（2014年） - 劇伴参加
- 『デンキ街の本屋さん』（2014年） - 劇伴参加
- 『ソードアート・オンラインII』（2014年） - 劇伴参加
- 『美少女戦士セーラームーン Crystal』（2014年） - 劇伴参加
- 『FAIRY TAIL』（2014年） - 劇伴参加
- 『Z/X IGNITION』（2014年） - 劇伴参加
- 『デート・ア・ライブII』（2014年） - 劇伴参加
- 『聖闘士星矢Ω Ω覚醒編』（2014年） - 第87話 挿入歌「Stardust Chant 〜かたちなき星座〜」
- 『アルドノア・ゼロ』（2014年） - 主題歌『heavenly blue』（Kalafina）コーラス参加
- 『ドラゴンボール超』（2015年） - 劇伴参加
- 『のんのんびより りぴーと』（2015年） - 劇伴参加
- 『オーバーロード』（2015年） - 劇伴参加
- 『俺がお嬢様学校に「庶民サンプル」としてゲッツされた件』（2015年） - 劇伴参加
- 『Go！プリンセスプリキュア』（2015年） - 劇伴参加
- 『田中くんはいつも気だるげ』（2016年） - 劇伴参加
- 『エルドライブ【ēlDLIVE】』（2017年） - 劇伴参加
- 『幼女戦記』（2017年） - 劇伴参加
- 『つぐもも』（2017年） - 劇伴参加
- 『武装少女マキャヴェリズム』（2017年） - 劇伴参加
- 『BORUTO』（2017年） - 劇伴参加
- 『アクションヒロイン　チアフルーツ』（2017年） - 劇伴参加
- 『プリンセス・プリンシパル』（2017年） - 劇伴参加
- 『活撃 刀剣乱舞』 (2017年) - 主題歌 『百火撩乱』 (Kalafina) コーラス参加
- 『地獄少女　宵伽』（2017年） - 劇伴参加

### テレビドラマ
- 日本テレビ系土曜ドラマ 『ドリーム☆アゲイン』（2007年） - 劇伴参加
- テレビ朝日系ドラマ 『生徒諸君!』（2007年） - 劇伴参加
- 日本テレビ系土曜ドラマ 『銭ゲバ』（2009年） - 劇伴で参加

### 映画
- 『劇場版 NARUTO -ナルト- 疾風伝』（2007年） - 劇伴参加
- 『ゲゲゲの鬼太郎 千年呪い歌』（2008年） - 劇伴参加
- 『劇場版 NARUTO -ナルト- 疾風伝 火の意志を継ぐ者』（2009年） - 劇伴参加
- 『劇場版 NARUTO -ナルト- 疾風伝 ザ・ロストタワー』（2010年） - 劇伴参加
- 『ジャンプスーパーアニメツアー2010 トリコ バーバリアンアイビーを捕獲せよ!』（2010年） - 劇伴参加
- 『映画 スイートプリキュア♪ とりもどせ! 心がつなぐ奇跡のメロディ♪』（2011年） - 劇伴、劇中歌「心の歌」作詞 / 歌唱
- 『テルマエ・ロマエ』（2012年）[1] - 劇伴参加
- 『劇場版FAIRY TAIL－鳳凰の巫女－』（2012年） - 劇伴参加
- 『ROAD TO NINJA NARUTO THE MOVIE』（2012年） - 劇伴参加
- 『人生、いろどり』（2012年） - 劇伴参加
- 『映画 スマイルプリキュア! 絵本の中はみんなチグハグ!』（2012年） - テーマソング「きみという未来」歌唱
- 『劇場版トリコ　美食神の超食宝』（2013年） - 劇伴参加
- 『映画 ドキドキ!プリキュア マナ結婚!!?未来につなぐ希望のドレス』（2013年） - 劇伴参加
- 『テルマエ・ロマエII』（2014年） - 劇伴参加
- 『THE LAST -NARUTO THE MOVIE-』（2014年） - 劇伴参加
- 『映画 プリキュアオールスターズNewStage3 永遠のともだち』（2014年） - 劇伴参加
- 『王妃の館』（2015年） - 劇伴参加
- 『ドラゴンボールZ 復活の「F」』（2015年） - 劇伴参加
- 『映画 プリキュアオールスターズ 春のカーニバル♪』（2015年） - 劇伴参加
- 『ポッピンQ』（2016年） - 劇伴参加
- 『劇場版 FAIRY TAIL -DRAGON CRY-』（2017年） - 劇伴参加
- 『劇場版 ソードアート・オンライン -オーディナル・スケール-』（2017年） - 劇伴参加
- 『Fate/stay night [Heaven's feel] 1.presage flower』（2017年） - 劇伴参加

### ゲーム
- PS2 『Memories Off 2nd』（2003年） - OPテーマ「明日天気に…」
- PS2 『ジルオール インフィニット』（2005年） - 劇伴参加
- アーケード 『ダライアスバースト アナザークロニクル』（2010年） - 劇伴参加